# Kraftwerk Marbach
Das Kraftwerk Marbach liegt etwas außerhalb von Marbach am Neckar. Es ist heute organisatorisch dem Standort Heilbronn zugeordnet. Der Betreiber ist die EnBW. Das Kraftwerk besitzt einreihige Zellenkühler (siehe Bild). Der Schornstein hat eine Mündungshöhe von 160 Metern, das Kesselhaus ist 82 Meter hoch.
Block I war ein Kohlekraftwerk, das von 1942 bis 1981 in Betrieb war. Die Blöcke II und III, die zusammen eine elektrische Leistung von 413 MW haben und mit Erdölprodukten betrieben werden, wurden im März 2020 stillgelegt. Von Juli 2016 bis März 2020 dienten sie als Kaltreserve, das heißt als Sicherheitsreserven, die nur dann laufen, wenn besonders viel Strom gebraucht wird. Ein vierter Block ist geplant.
Das älteste Kraftwerk auf dem Gelände ist ein Wasserkraftwerk mit 3 MW Leistung, das seit 1941 bis heute läuft.

## Block I

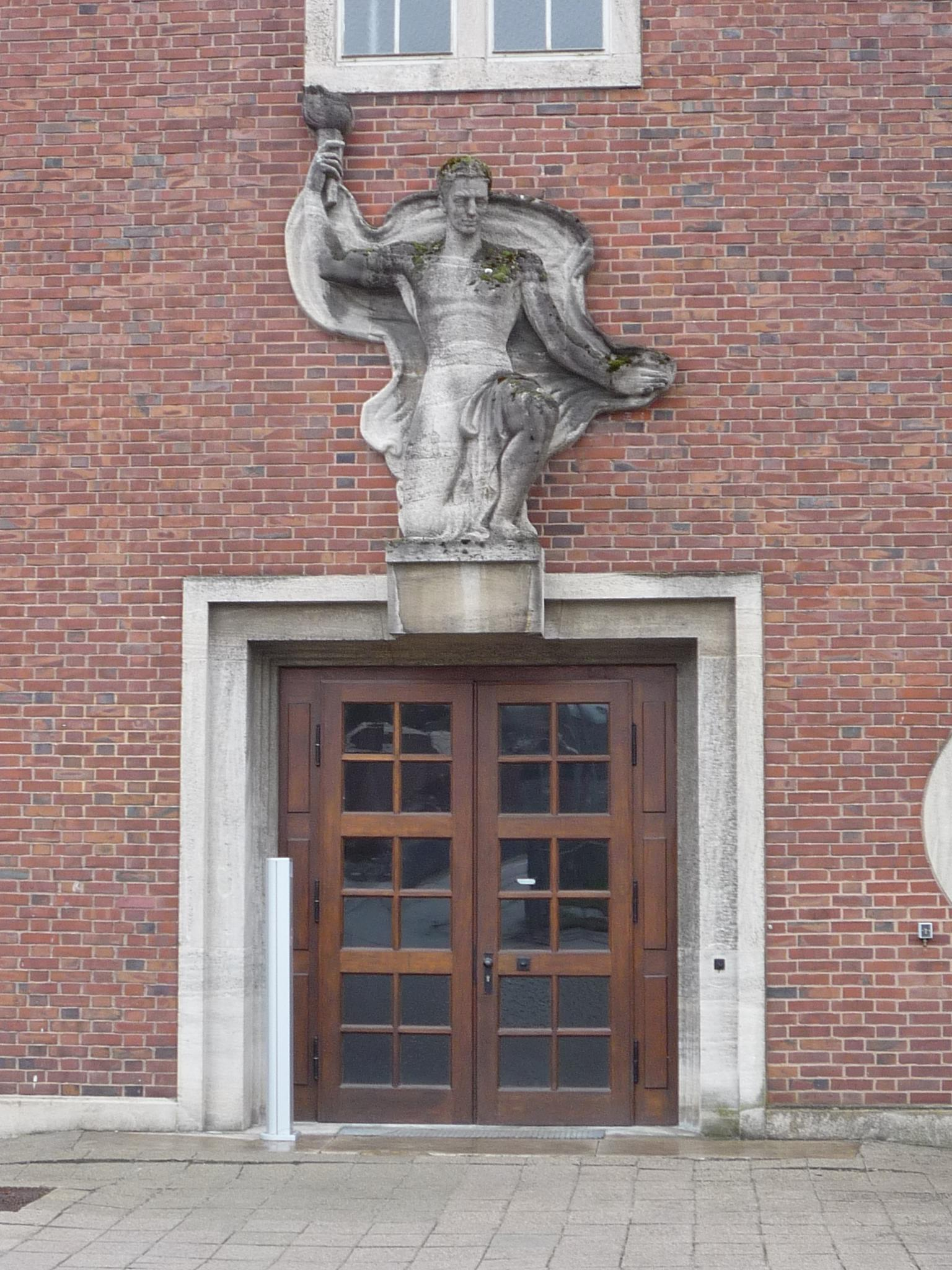
Portal am Block I

Der Block Marbach I war ein zwischen 1938 und 1942 errichtetes Kohlekraftwerk, eine Sammelschienenanlage (64 atü, 500 °C) mit drei Turbogeneratoren und einer Leistung von 100 MW. Geplant und gebaut wurde der Block I von den damaligen Technischen Werken der Stadt Stuttgart zur Versorgung Stuttgarts. Auf „Empfehlung“ der Gauleitung musste das bereits im Rohbau erstellte Kraftwerk am 15. Mai 1939 an die neu gegründete Energie-Versorgung Schwaben abgegeben werden.
Am 17. Februar 1942 erfolgte die Inbetriebnahme des ersten Kessels und eines Turbosatzes, die Stromlieferung begann am 1. April. Mit der Inbetriebsetzung des dritten Turbosatzes am 2. November 1942 war die erste Ausbaustufe abgeschlossen. In den 1950er Jahren wurde das Kraftwerk ausgebaut.
1981 wurde Block I stillgelegt. Die erhaltenen Anlagenteile stehen unter Denkmalschutz. Die Reliefs wurden von dem Stuttgarter Bildhauer Wilhelm Julius Frick geschaffen. Das ehemalige Kesselhaus wird für Kletteraktivitäten genutzt.

## Block II - IV

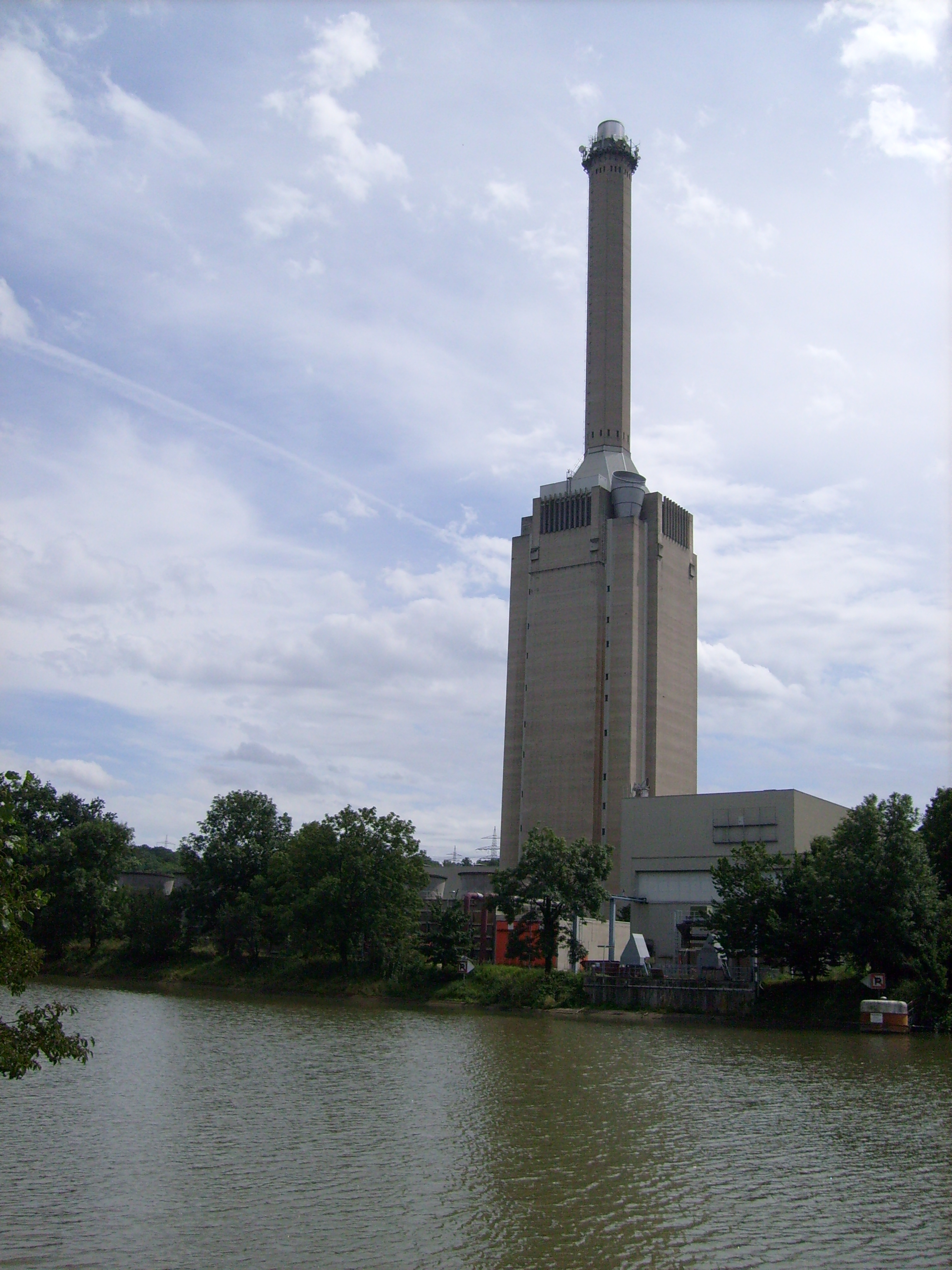
Das Kraftwerk Marbach von der anderen Neckarseite aus gesehen

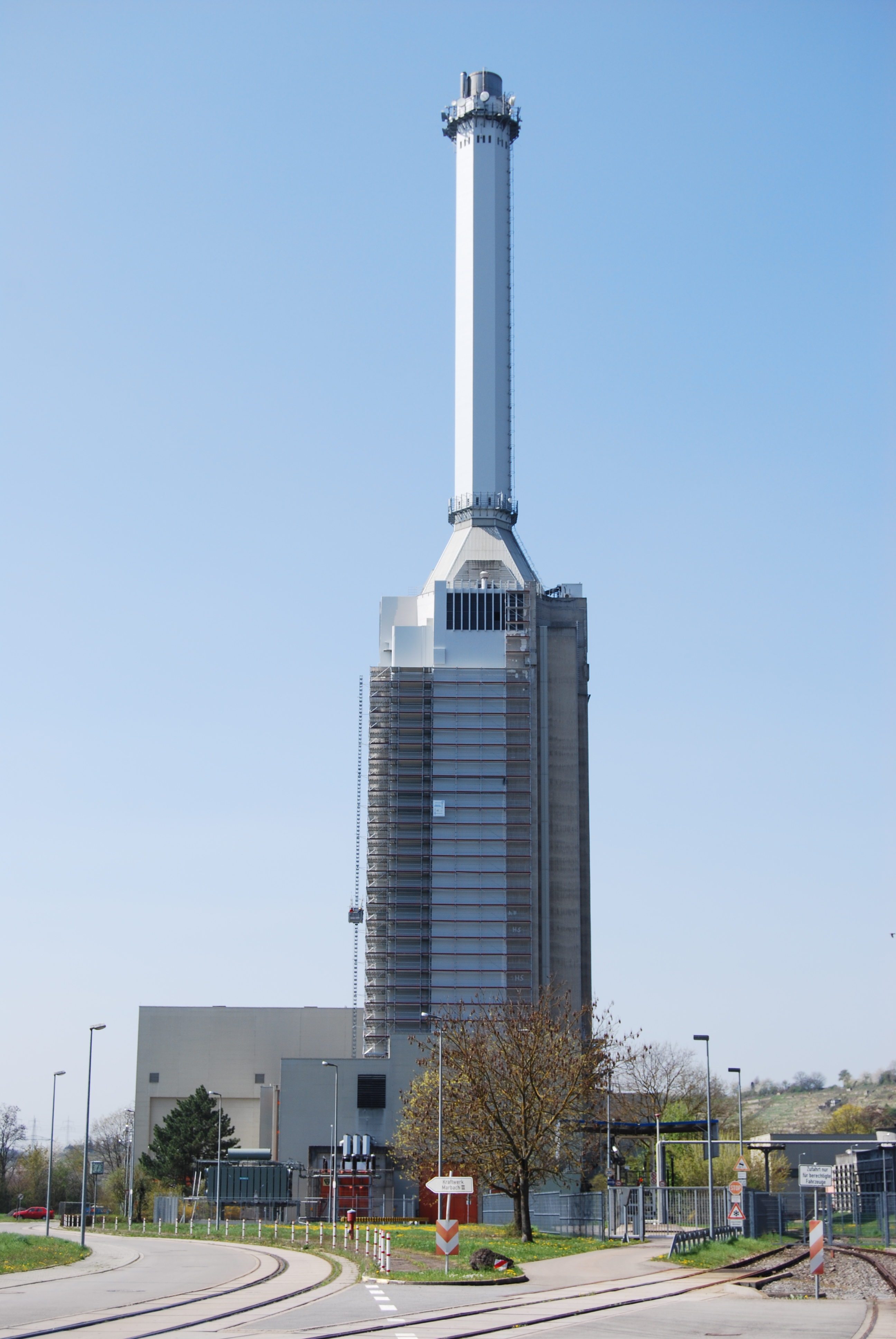
Kraftwerk Marbach III, im Vordergrund die Transformatoren

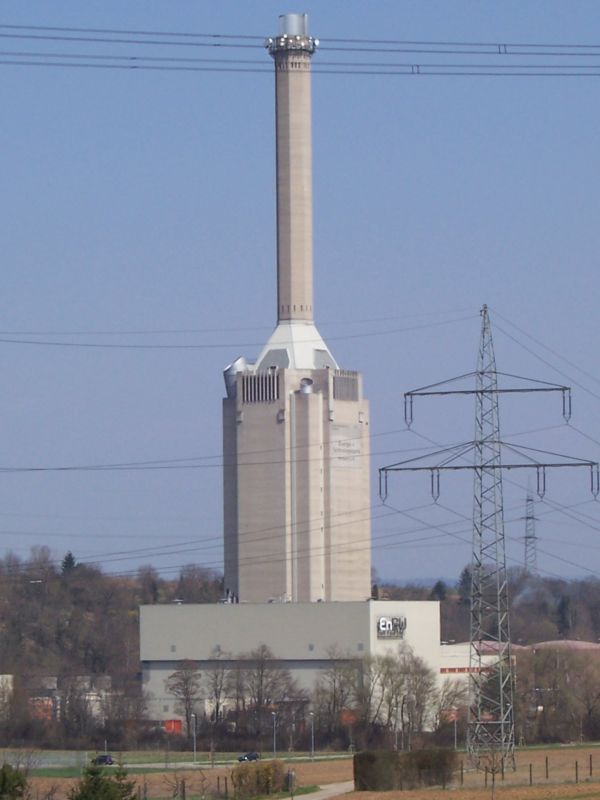
Kraftwerk Marbach III, rechts einer der Öltanks

Marbach II, eine Gasturbinenanlage, ging 1970 in Betrieb. Die Nutzleistungsturbinen werden durch Strahltriebwerke der Firma Rolls-Royce angetrieben. Heute dient diese Anlage nur noch als Minutenreserve und zur Erzeugung von Spitzenlast. Im Jahr 2008 betrug die elektrische Bruttoleistung 130 MW.
Marbach III, eine mit Öl befeuerte Gas-und-Dampf-Anlage, ging 1974 in Betrieb. In den 1970er-Jahren avancierte dieser Block jedoch zu einem Spitzenlastkraftwerk und übernahm seitdem die Funktion der Erzeugungsreserve. Der Dampfteil des heizölbefeuerten Kraftwerksblocks wurde im Jahr 1998 konserviert, jedoch 2005 wegen Reaktivierungsmaßnahmen wieder ans Netz genommen. Im Jahr 2008 betrug die elektrische Bruttoleistung 265 MW.

### Betrieb
Die älteren Kraftwerke der EnBW in Marbach und Walheim waren von Anfang 2005 bis Anfang Juli 2016 wieder in Betrieb. Vor den Wiederinbetriebnahmen wurde durch die EnBW nach eigenen Angaben eine „zweistellige Millionensumme“ in die Kraftwerke in Marbach und Walheim sowie in das Rheinhafen-Dampfkraftwerk Karlsruhe investiert, um die Stromkapazität dieser drei Anlagen um insgesamt 380 Megawatt zu erhöhen. Um einen Betrieb sichern zu können, wurden für das Kraftwerk Marbach 18 neue Mitarbeiter eingestellt.
Am 5. Juli 2013 zeigte die EnBW der Bundesnetzagentur und dem zuständigen Übertragungsnetzbetreiber TransnetBW ihre Absicht an, die Blöcke II und III am 5. Juli 2014 ohne Konservierungsmaßnahmen, d. h. endgültig, wegen mangelnder Rentabilität stillzulegen. Die durch das Energiewirtschaftsgesetz vorgeschriebene Überprüfung des Übertragungsnetzbetreibers ergab jedoch eine Systemrelevanz der betroffenen Kraftwerksblöcke. Ohne das konventionelle Kraftwerk, gelegen südlich der durch die Stilllegung von mehreren Kernkraftwerken 2011 und zunehmende Windenergieeinspeisungen potenziell überlasteten Nord-Süd-Leitungs-Trassen „Mittelrheintrasse“ und „Remptendorf–Redwitz“, ist die (n–1)-Bedingung für die Versorgungssicherheit nicht gewährleistet. Die Ausweisung der Kraftwerksblöcke als systemrelevant wurde im Dezember 2013 von der Bundesnetzagentur genehmigt. Damit mussten die beiden Blöcke in Marbach weitere zwei Jahre, bis zum 5. Juli 2016, betriebsbereit gehalten werden.
Die EnBW wollte die Blöcke zum 31. März 2020 endgültig außer Betrieb nehmen, die Bundesnetzagentur untersagte dies und stufte die Blöcke bis 31. März 2023 als systemrelevant ein. Im Juni 2024 verlängerte die Bundesnetzagentur die Systemrelevanz der Gasturbine Marbach III bis zum 31. März 2031. Erst danach dürfen die Blöcke endgültig vom Netz gehen.
Anfang 2024 wurden die Gasturbine II sowie die Dampfturbine (in Block III) stillgelegt. Lediglich die Gasturbine III wird weiterhin als Netzreservekraftwerk betrieben.

### Netzanschluss
Der Netzanschluss der Dampfturbine von Marbach III erfolgte auf der 220-kV-Höchstspannungsebene in das Stromnetz des Übertragungsnetzbetreibers Transnet BW. Der Netzanschluss der Gasturbinen von Marbach II und III erfolgt auf der 110-kV-Hochspannungsebene in das Stromnetz des Verteilnetzbetreibers Netze BW.

### Marbach IV
Im Dezember 2018 kündigte die EnBW an, am Standort Marbach ein konventionelles Kraftwerk mit einer Leistung von 300 MW zu errichten. Das Kraftwerk soll mit Öl befeuert werden und nach der Abschaltung des Kernkraftwerks Neckarwestheim 2 zur Verfügung stehen, um im Notfall eine sichere Stromversorgung zu gewährleisten. Es handelt sich um eines von vier in Süddeutschland vorgesehenen "Besonderen netztechnischen Betriebsmitteln". Der Netzanschluss erfolgt auf der 220-kV-Höchstspannungsebene in das Strom-Übertragungsnetz von TransnetBW. 
Beim Bau des neuen Kraftwerks kam es zu Verzögerungen, weshalb das Kraftwerk erst im Oktober 2024 in Betrieb ging.

## Geplante Anlagen

### Brennstoffzellen-Kraftwerk (nicht realisiert)
Ein geplantes 1-MW-Brennstoffzellen-Demonstrationskraftwerk auf dem Kraftwerksgelände wird nicht gebaut. Hierauf einigten sich die Konsortialpartner Électricité de France (EDF), Gaz de France (GDF), TIWAG-Tiroler Wasserkraft AG, Siemens-Westinghouse (USA), Siemens AG (Deutschland) und die EnBW in Pittsburgh (USA). Die Inbetriebnahme dieser Anlage war für das Jahr 2003 geplant. Ziel des amerikanisch-europäischen Demonstrationsprojektes war, mit dem Bau dieser ersten SOFC-Anlage (Solid Oxide Fuel Cell, deutsch Festoxid-Brennstoffzelle) Erfahrungen für die Markteinführung dieser Technologie zu sammeln und diese auch auszuwerten. Dabei sollte die Brennstoffzelle mit einer Mikrogasturbine unter Druck betrieben werden. Somit hätte ein sehr hoher elektrischer Wirkungsgrad von fast 60 Prozent erreicht werden können. Aufgrund seiner Bedeutung für die zukünftige Energieversorgung wurde das Projekt vom amerikanischen Energieministerium Department of Energy (DOE) und von der Europäischen Union finanziell gefördert.

## Wasserkraftwerk
Das Laufwasserkraftwerk mit zwei Kaplan-Turbinen hat eine Gesamtleistung von 3 MW. Es wurde im Zuge der Neckarkanalisierung 1938 von der Neckar AG neu erbaut. Am 1. April 1941 wurde es in Betrieb genommen und auf 99 Jahre an die Technischen Werke der Stadt Stuttgart (TWS), die die Baukosten übernommen hatten, verpachtet. Im Jahr 2014 war die Anlage eines von 24 Wasserkraftwerken der EnBW am schiffbaren Neckar.

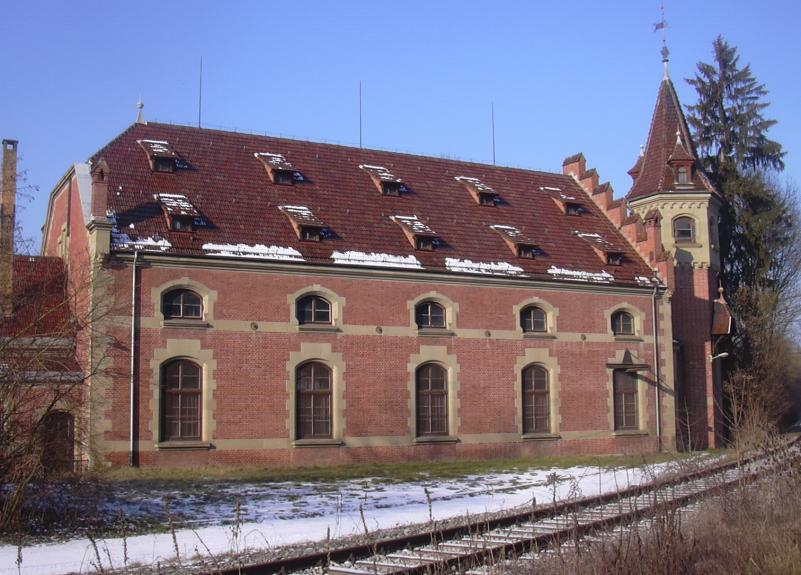
Das alte Wasserkraftwerk Marbach

Das alte Wasserkraftwerk der TWS, das seit Ende 1899 in Betrieb gewesen war, wurde im Zuge der Neckarkanalisierung am 1. Oktober 1938 stillgelegt. Es befand sich wenige Kilometer entfernt im ehemaligen Mühlenviertel Marbachs. Anstelle des Kraftwerkskanals verläuft dort nun die Umgehungsstraße Marbachs. Drei der alten Turbinen wurden nach der Stilllegung von Eugen Haag gekauft, ausgebaut und nach Rotenburg an der Fulda transportiert. In dem dort von Eugen Haag gebauten Wasserkraftwerk, welches noch heute in Familienbesitz ist und von der Enkeltochter betrieben wird, kann immer noch eine der alten Turbinen besichtigt werden. Das alte Kraftwerksgebäude in Marbach existiert noch heute. Im Jahr 2008 wurde das Gebäude von einem Privatmann erworben, der seither darin wohnt.

## Eisenbahnanschluss
Das Kraftwerk Marbach war früher über die mittlerweile stillgelegte Anschlussbahn zum Kraftwerk Marbach, die von der Bottwartalbahn abzweigte, an das Eisenbahnnetz angeschlossen.